# 迪諾里奇板巖採石場
迪諾里奇板巖採石場（Dinorwic quarry）是威爾士一个歷史上的板岩沙石场，现在是威尔士国家板岩博物馆的所在地，它位于北威尔士的蘭貝里斯村和迪諾里奇村之间。它曾是威尔士乃至世界第二大板岩沙石场，仅次于邻近的贝塞斯达附近的彭林采石场。它占地283公顷，由两个主要的沙石场组成，每个沙石场有20个采石廊。